# Rosopaella nubera
Rosopaella nubera är en insektsart som beskrevs av Webb 1983. Rosopaella nubera ingår i släktet Rosopaella och familjen dvärgstritar. Inga underarter finns listade i Catalogue of Life.